# Kloster Cronschwitz

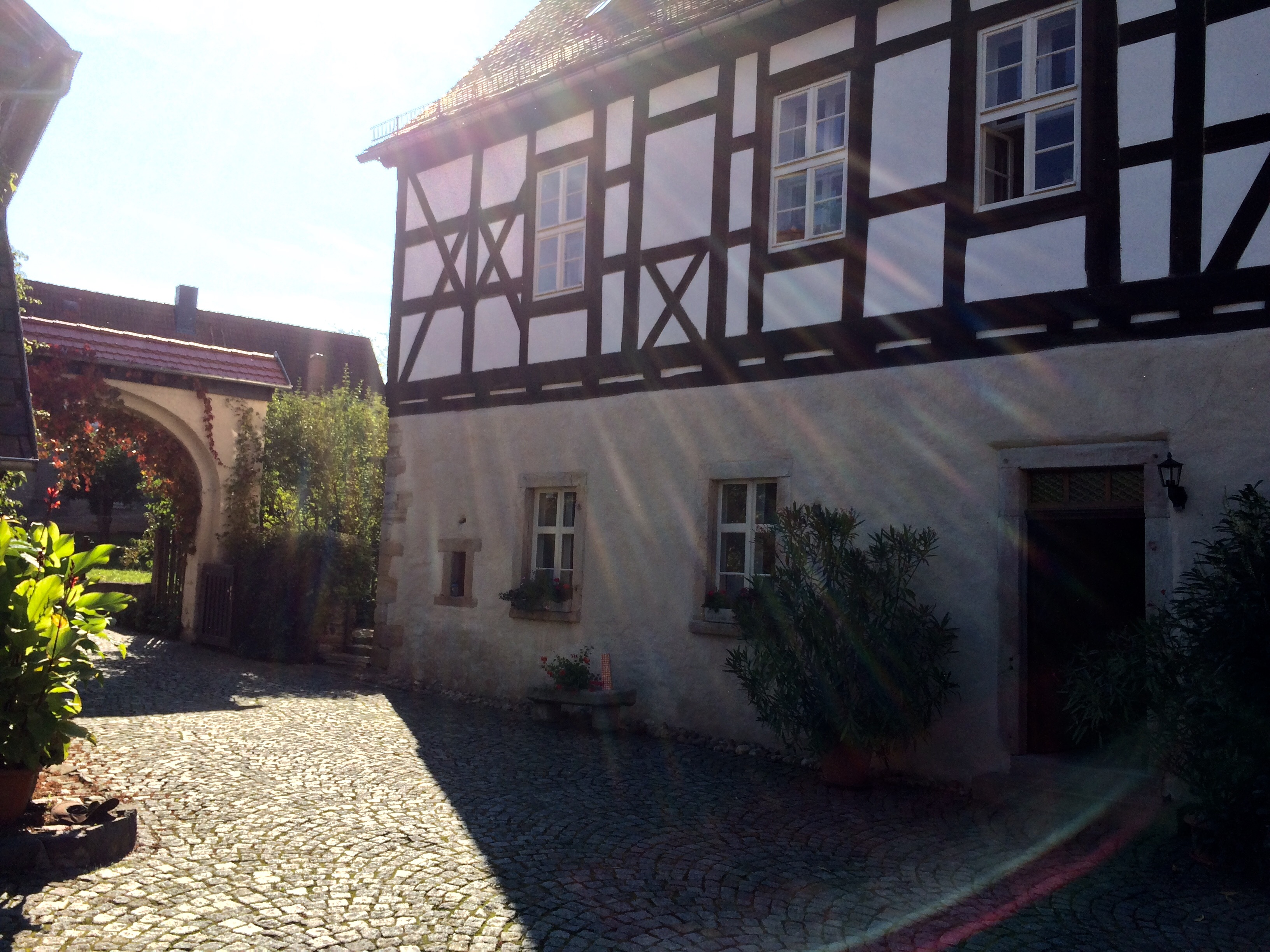
Eingangstor zum Kloster mit Refektorium (rechts) und Kutscherhaus (links)

Das Kloster Cronschwitz ist ein ehemaliges Dominikanerinnenkloster in Cronschwitz, einem Ortsteil von Berga-Wünschendorf im Landkreis Greiz. Als reines Adligenstift war das Kloster bis zur Reformation das reichste im Vogtland. Von den einstigen Klostergebäuden existieren nur noch Mauerreste.

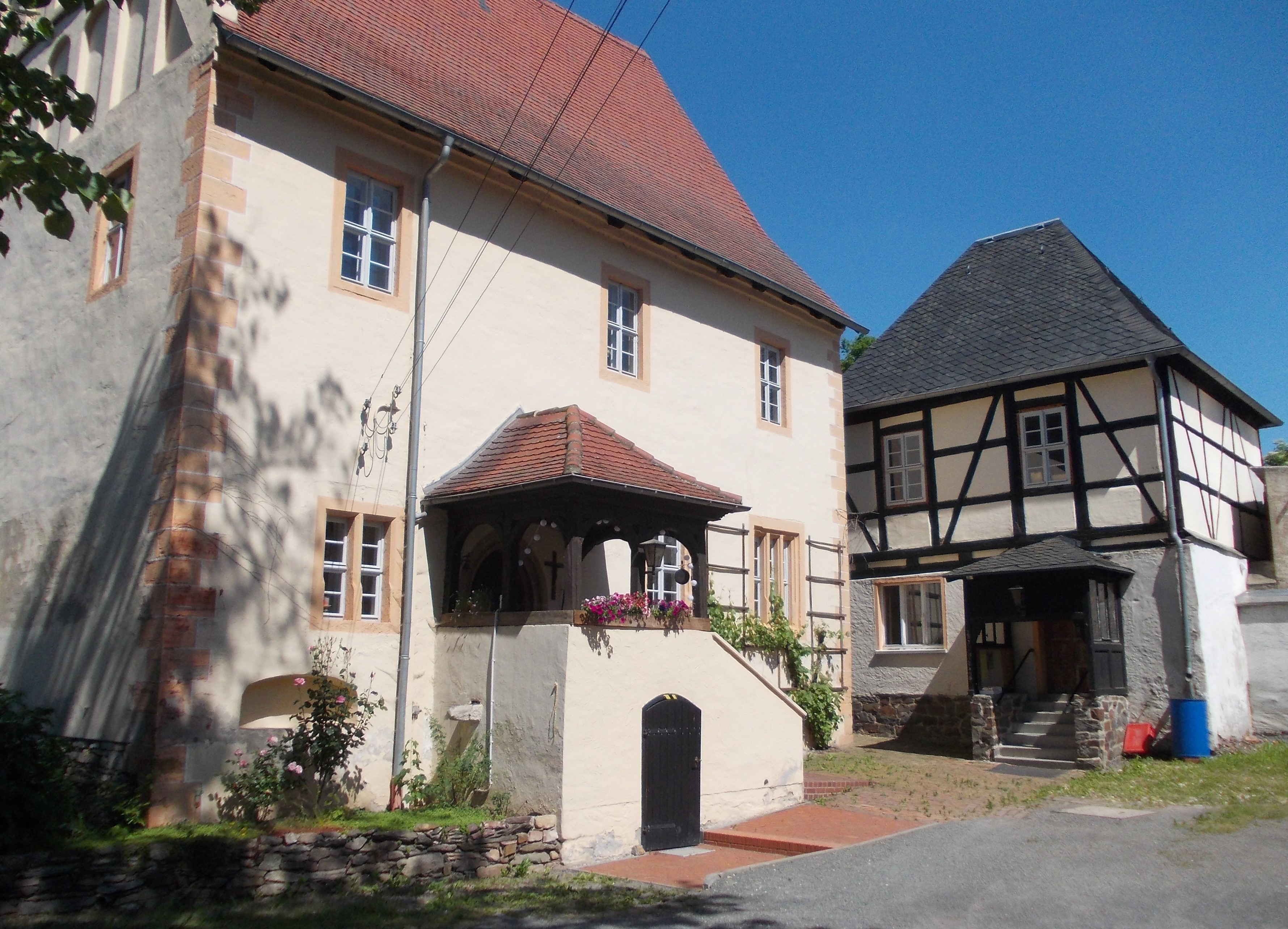
Das ehemalige Gästehaus des Klosters, später Pfarrhof

## Geschichte

### Gründung
Das Kloster wurde im Jahre 1238 gestiftet. Gründerin und erste Priorin war eine Jutta aus dem Geschlecht der Herren von Straßberg.
Ihr Gemahl, Heinrich IV. (um 1182–1249), war bereits als Reichsministeriale Vogt und Herr über Plauen und Gera, als er 1237 – vermutlich auf Bitten der Landgrafen von Thüringen – in den Deutschen Orden eintrat. Schon 1241–1244 war er zum Landmeister im neu entstehenden Ordensstaat Preußen aufgestiegen. Sein Eintritt in den Ritterorden hatte jedoch die Scheidung des Herrscherpaares erforderlich gemacht. Die Freisprechung vom Ehegelübde wurde in einer feierlichen Zeremonie in der Klosterkirche Mildenfurth von Bischof Engelhard von Naumburg vorgenommenen. Für Juttas Unterhalt wurde das Cronschwitzer Kloster gegründet, dessen erste Priorin sie 1251 wurde.
Auf einer Reise nach Mergentheim, einem Verwaltungssitz des Deutschen Ordens in Schwaben, erkrankte Heinrich schwer. Nach seinem Tod wurde er im Kloster Cronschwitz bestattet, das Kloster wurde damit zur Grablege und zum Hauskloster dieser vogtländischen Adelslinie (auch bekannt als Heinrichinger) und diente zudem als Unterkunft für die unverheirateten Töchter der Vögte und des vogtländischen Adels.

### Hochzeit
Das Nonnenkloster war zunächst dem gerade entstandenen Orden der Magdalenerinnen zugedacht. Man übernahm die Regeln des Heiligen Augustinus und die Gewohnheiten des ehemaligen Sixtusklosters der Dominikanerinnen in Rom. Die Aufsicht und Vertretung oblag dem Dominikanerorden, daher wird es oft als Dominikanerinnenkloster betrachtet. Die weltlichen Belange – Bewirtschaftung, Vertragsrecht und Geldgeschäfte – waren einem Vogt aus dem Deutschen Orden vorbehalten, wohl ein Wunsch des Klostergründers Heinrich. Diese spezielle Regelung war jedoch schon Mitte des 13. Jahrhunderts außer Vollzug geraten. 1246 erhielt das Kloster einen Schutzbrief des Papstes Innozenz IV.

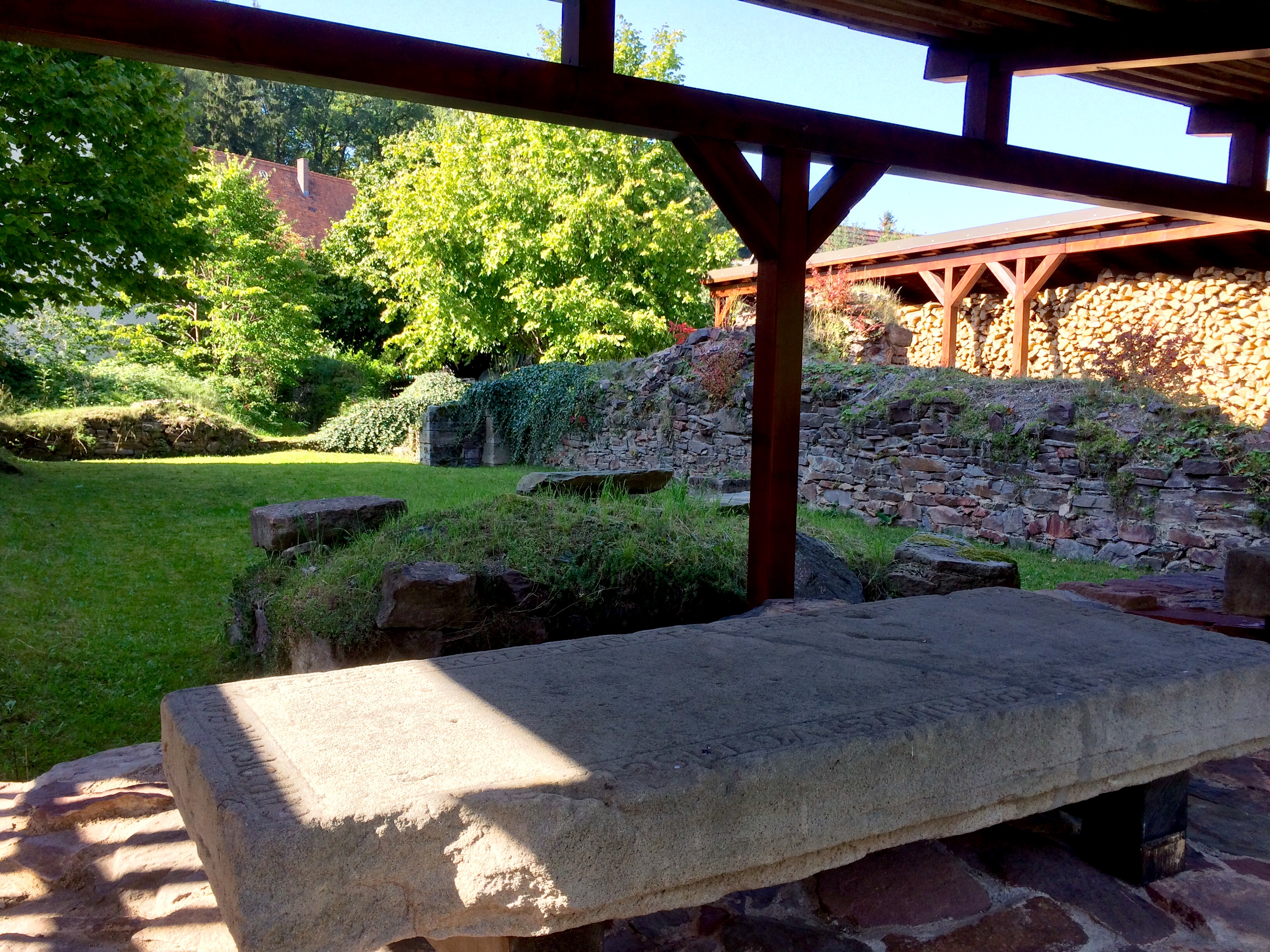
Blick von der Apsis in das ehemalige Kirchenschiff

Nach der Zielstellung des Ordensgründers der Magdalenerinnen waren die wegen ihrer Tracht als Weißfrauen bezeichneten Nonnen Vertreterinnen eines Bettelordens. Aufgrund der speziellen Bestimmungen des Klosters gingen die weltlichen Besitztümer und Vermögen, welche den adligen Witwen und Töchtern bei Eintritt ins Kloster mitgegeben wurden, meist in den Klosterbesitz über. Durch weitere Stiftungen und testamentarische Vermächtnisse verfügte das Nonnenkloster bald über eine Vielzahl von Besitztümern und Rechten.
Der Klosterhof von Cronschwitz war der zentrale Wirtschaftshof des Klosters und besaß in den umliegenden Orten weitere Vorwerke, größere Bedeutung hatte nur der spätere Gutshof in Meilitz. Die Vorwerke zu Straßberg, Wolfsgefärth und Weinberge bei Lobeda waren im Klosterbesitz, auch Wälder bei Syrau, Greiz und Schneckengrün. Einkünfte erhielt das Kloster auch durch die Inkorporation von Pfarreien in Schmölln, Nöbdenitz, Ronneburg (Thüringen), Paitzdorf, Teichwitz.
In den Besitz des Klosters gingen kostbare Kelche und Zeremonialgefäße sowie Bücher und Handschriften über. Die Äbtissin des Quedlinburger Stiftes übersandte sogar einen (angeblichen) Teil des Schädels vom Heiligen Georg als Reliquie an das Kloster, die dann zum Klosterschatz gehörte. Ein Schutz dieser Wertgegenstände konnte in den unbefestigten Klostergebäuden nicht gewährleistet werden. Die Reußen boten daher 1525 an, den wertvollen Klosterschatz unter militärischem Schutz nach Gera zu bringen. Der fürstlich-reußische Verwalter übergab erst 1535 auf Druck des Kurfürsten von Sachsen den Klosterschatz an den Klosterverwalter in Cronschwitz, doch dieser nutzte die einmalige Gelegenheit und raubte den Schatz, sein weiteres Schicksal ist unbekannt.

### Reformationszeit und Schließung
Mit der Reformation verlor das Kloster an Bedeutung und wirtschaftlicher Kompetenz. Von 1542 bis 1544 war Martin Luthers Schwager Hans von Bora als Verwalter des Klosters in Cronschwitz tätig. Der erste protestantische Prediger war Laurentius Faber. Einzelne Nonnen verheirateten sich, andere legten lediglich ihre Ordenstracht ab. Die verbliebenen Nonnen erhielten bis zu ihrem Tode Wohnrecht.

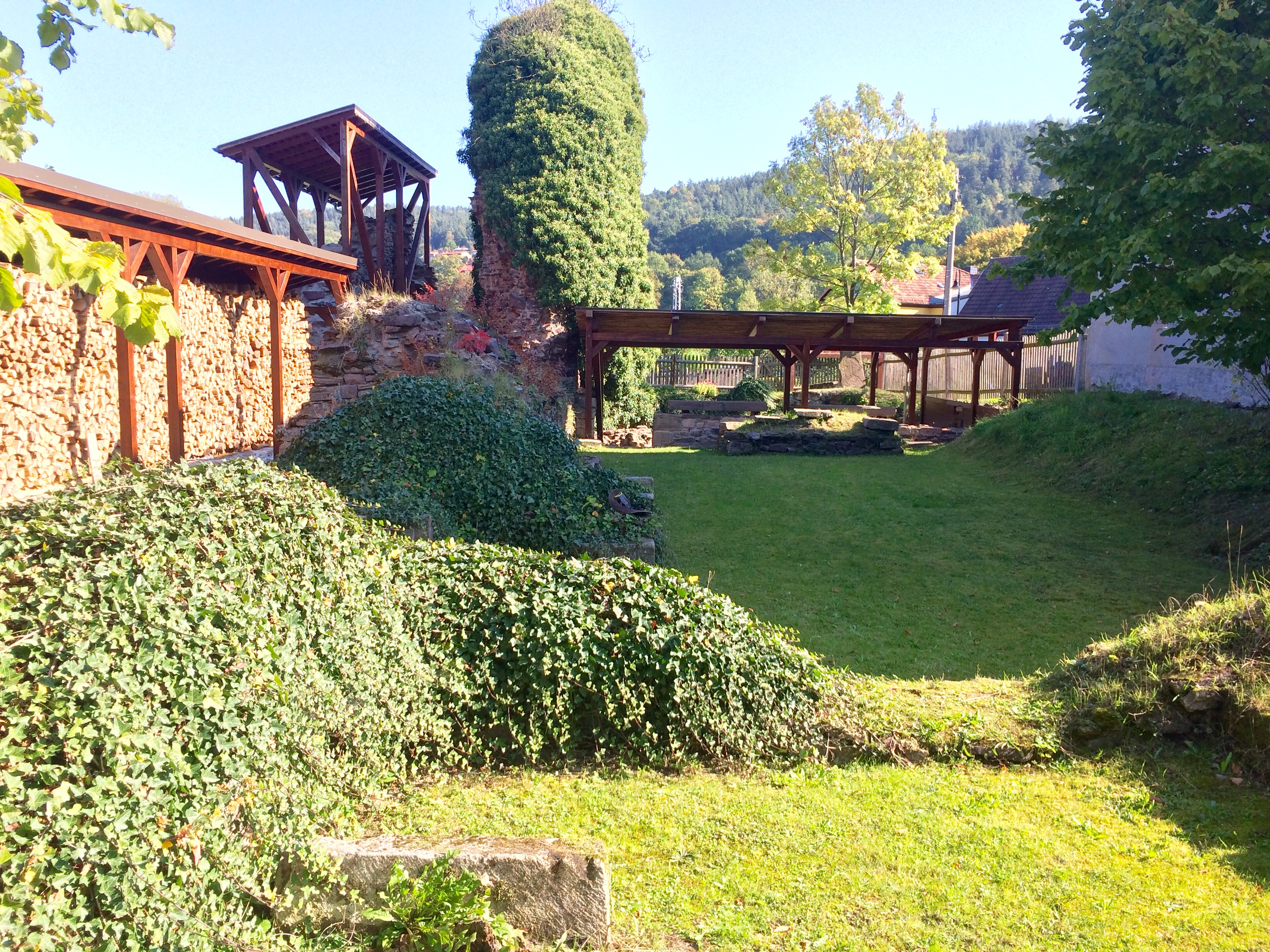
Blick in das ehemalige Kirchenschiff in Richtung Altar

Die Klosteranlagen und der landwirtschaftliche Betrieb verfielen, erforderliche Reparaturen unterblieben. Im Jahre 1544 kaufte der in herzoglich-sächsischen Diensten stehende Matthes von Wallenrod – er war zuvor Amtmann in Sonneberg und später Burghauptmann der Veste Coburg. Von ihm wurden auch das säkularisierte Kloster Georgenberg, das Kloster Mildenfurth und weitere Liegenschaften und Höfe bewirtschaftet.
In einer 1544 angefertigten Liste der Klostergebäude wurden erwähnt:
das Propsteigebäude (als Hauptgebäude des Klosters), die Ruine der Klosterkirche St. Marien, das Speisehaus des Klosters (1504 erneuert), die Stallgebäude und Scheunen, ein Backhaus und ein Küchenhaus. Das Probsteigebäude des Klosters Cronschwitz ist seit dem Jahre 1570 das Pfarrhaus der Pfarrkirche St. Veit in Wünschendorf/Elster.
Nachdem der landwirtschaftliche Betrieb wieder in Blüte gestanden war, erwarb Kurfürst Johann Georg I. von Sachsen den größeren Teil des Besitzes und veranlasste die Nutzung als Kammergut, es bestand, zuletzt an Pächter übergeben, bis 1945.

### Ausgrabungen
Das Fürstenhaus Reuß finanzierte 1905 die von Berthold Schmidt begonnenen Ausgrabungen im Klostergelände Cronschwitz. Man versuchte, die Lage und Ausdehnung der weitgehend abgetragenen Klosteranlage durch die im Boden vorhandenen Grundmauern der Hauptgebäude zu bestimmen. 1939 wurden erneut Grabungen mit anderen Zielstellungen in Cronschwitz vorgenommen, man fand auch einige Grabsteine der Gründerfamilie.
Als sichtbares Zeugnis aus der Klosterzeit gilt das heutige Pfarrhaus der Kirchgemeinde Wünschendorf, es handelt sich um ein spätgotisches Steinhaus, der Massivbau steht unter Denkmalschutz. An die Klosterzeit erinnert auch die Gaststätte Zum Klosterhof in der Ortsmitte von Cronschwitz. Direkt neben den Mauerresten des ehemaligen Kirchenschiffes, welches mittlerweile im Privatbesitz ist, steht noch das Refektorium, dessen Untergeschoss dem 13. Jahrhundert zugeschrieben wird, sowie ein deutlich später im Fachwerkstil errichtetes Kutscherhaus. Die noch andauernden Ausgrabungen und Sicherungsarbeiten am Kirchenschiff und Kreuzgang werden ausschließlich privat finanziert.